# La Loi du puma
La Loi du puma (Der Puma - Kämpfer mit Herz) est une série télévisée allemande en un pilote de 90 minutes et huit épisodes de 42 minutes, diffusée entre le 9 décembre 1999 et le 28 décembre 2000 sur RTL.
En France, la série a été diffusée sur Série Club et sur M6.

## Synopsis
Josh Engel, dit « le puma », enseigne aux enfants les arts martiaux dans l'école qu'il dirige avec son père à Berlin.
Mais un jour, à la suite d'une prise d'otages à laquelle il est mêlé (il va aider les otages à retrouver la liberté), la police propose au « puma » de travailler avec elle. Sa connaissance et sa maîtrise des arts martiaux vont lui permettre de prêter efficacement main-forte aux forces de l'ordre.

## Distribution
- Mickey Hardt (VF : Philippe Bozo) : Josh « le puma » Engel
- Susanne Hoss (VF : Barbara Villesange) : Jackie Winter
- Ercan Durmaz (VF : Eric Missoffe) : Mehmet Schultz
- Maria Petz : Lisa
- Armin Dillenberger (VF : Bernard Bollet) : Schröder
- Rolf Becker (VF : Bernard Tixier) : Charly Engel

## Épisodes
1. Seul contre tous (Pilotfilm) 90 minutes
2. Danseurs de charme (Traumtänzer)
3. Frères ennemis (Bruderliebe)
4. Le Traître (Findelkind)
5. Témoin aveugle (Nana)
6. Chantage (Trucker)
7. Le Jeune Rebelle (Der Aussenseiter)
8. Fausses pistes (Kickbox-Inferno)
9. Racket (Tag der Abrechnung)